# Falkenstein (Donnersdorf)
Der Weinort Falkenstein ist ein Gemeindeteil der Gemeinde Donnersdorf im unterfränkischen Landkreis Schweinfurt in Bayern.

## Geografische Lage
Das Kirchdorf liegt im Süden des Donnersdorfer Gemeindegebiets. Im Nordwesten ist Donnersdorf selbst zu finden, während im Osten der Landkreis Haßberge beginnt. Eigentlich liegt hier das Gemeindegebiet von Wonfurt Falkenstein am nächsten, die nächste Siedlung ist allerdings das zu Knetzgau gehörige Wohnau. Im Süden erhebt sich der Zabelstein, hier beginnt die Gemarkung von Michelau im Steigerwald mit dem Gemeindeteil Altmannsdorf. Im Westen ist Kleinrheinfeld zu finden.

## Geschichte
Der Name Falkenstein geht auf eine Erhebung in der unmittelbaren Umgebung des Dorfes zurück. Heute wird der Berg Falkenberg genannt, der frühere Name Falkenstein geht auf den „Stein der Jagdfalken“ zurück. Damals war hier eine Burg zu finden, die heute verfallen ist. Wahrscheinlich handelte es sich allerdings lediglich um einen Turmhügel, der bereits im 13. Jahrhundert verfallen war und während der Ungarneinfälle im 10. Jahrhundert errichtet worden ist.
Auf der heutigen Gemarkung Falkenstein war im Mittelalter außerdem das Dorf Rohr zu finden. Es wurde vermutlich zwischen 1400 und 1450 von den Bewohnern verlassen. Heute verweisen noch die Flurbezeichnungen „Unteres“ und „Oberes Rohr“ auf das untergegangene Dorf. Die Pest war vermutlich schuld an der Aufgabe der Siedlung.
Bis zum Jahr 1972 war Falkenstein eine eigenständige Gemeinde im Landkreis Gerolzhofen. Am 1. Juli 1972 wurde das Dorf Teil der Gemeinde Donnersdorf im Landkreis Schweinfurt.

## Kultur und Sehenswürdigkeiten

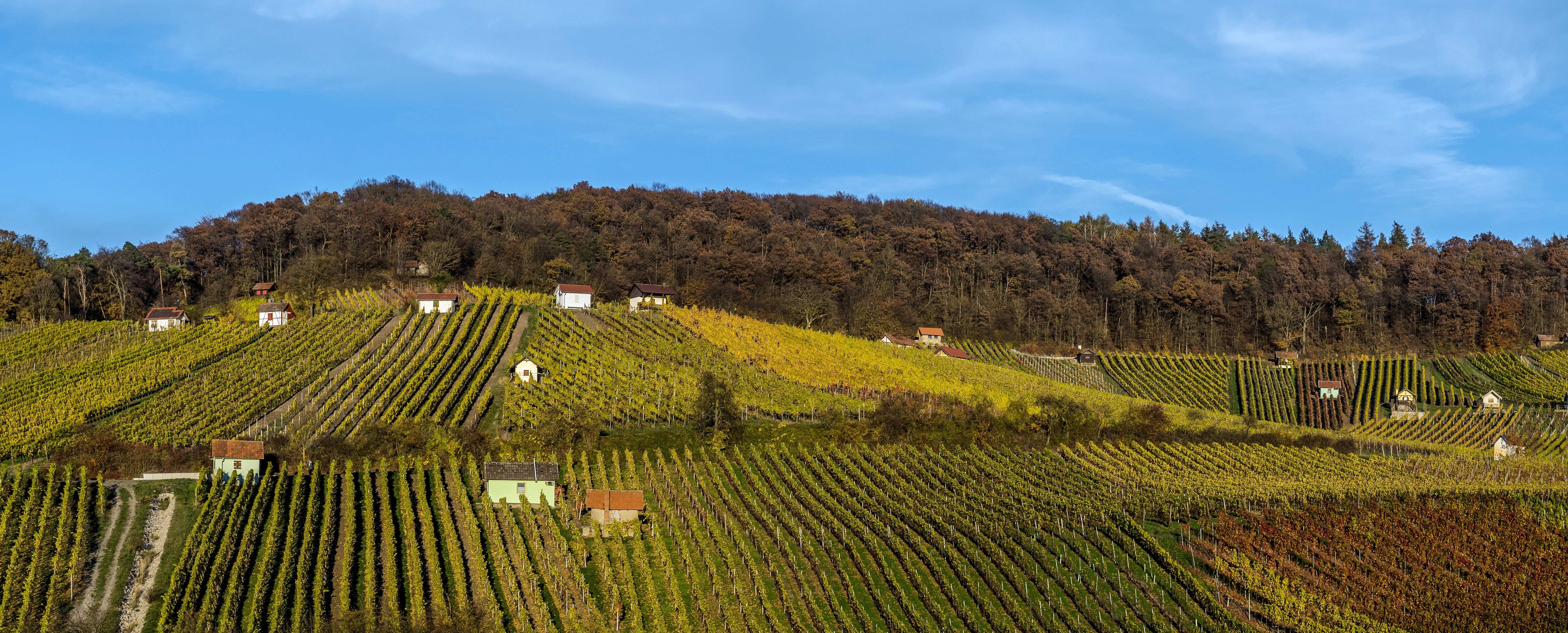
Weinberge von Falkenstein, am Steigerwald

### Weinberge
Die Falkensteiner Weinberge, mit ihren zahlreichen Gerätehäuschen, gelten als Beispiel einer intakten Wein-Kulturlandschaft, die nicht durch die Flurbereinigungen der 1970er Jahre zerstört wurde.

### Baudenkmäler
Trotz seiner geringen Größe weist Falkenstein eine Vielzahl an Baudenkmälern auf. Den Mittelpunkt der Siedlung bildet die katholische Nikolauskirche. Sie entstand wahrscheinlich bereits im 14. Jahrhundert und war zeitweise die Pfarrkirche der Umgebung. Der heutige Bau wurde in den Jahren 1611/1612 errichtet, die ursprünglichen Baupläne konnten allerdings nicht vollendet werden. Statt eines Turmes wurde lediglich ein Dachreiter aufgesetzt.
Um 1700 kamen die Altäre ins Kircheninnere. Das Blatt des Hochaltars soll aus der Würzburger Franziskanerkirche stammen und zeigt den heiligen Johannes von Nepomuk. Die Bilder der Seitenaltäre sind weniger kunstfertig. Mehrere Figuren der Rokokozeit kamen um 1770 ins Kircheninnere. Die Kanzel stammt aus dem Jahr 1720 und wurde mit Reliefs der vier Kirchenväter verziert. Ein moderner Kreuzweg kam im Jahr 1965 in die Nikolauskirche.
Ebenso bemerkenswert ist das Pfarrhaus des Dorfes. Es handelt sich um ein großes, zweigeschossiges Rokokobauwerk und entstand zwischen 1744 und 1748. Es ist traufständig gebaut und schließt mit einem steilen Walmdach ab. Vielleicht war der Baumeister Balthasar Neumann an den Planungen beteiligt. Eine Fußgängerpforte von 1738 ergänzen die Baudenkmäler, die sich direkt im Dorfkern befinden ebenso, wie ein Hausrelief mit der Darstellung der Marienkrönung aus dem 19. Jahrhundert.
Weitere Denkmäler sind die in der Gemarkung von Falkenstein verstreuten Bildstöcke und Kleindenkmäler. Sind das Kruzifix und der Bildstock des 20. bzw. 19. Jahrhunderts noch typisch für ein katholisches Dorf in Franken, so besitzt Falkenstein mit einer Vielzahl an sogenannten Kreuzsteinen eine Besonderheit. Manche der Steine wurden bereits im Frühmittelalter geschaffen und beflügelten die Fantasie der Betrachter. Eine Sage entstand.

### Sagen

#### Die Musikantensteine
Die Sage handelt von sieben Musikanten, die während der Kirchweih in Falkenstein zum Tanz aufspielten. Alle hatten viel Wein getrunken und gerieten auf dem Heimweg in Streit. Fünf der Musikanten wurden während der Auseinandersetzung erschlagen, ein sechster konnte sich noch bis an die Straße nach Haßfurt schleppen, wo auch er verstarb. Der siebte konnte sich laut der Sage retten. Für alle toten Musikanten errichtete man Steinkreuze am Wegesrand.
Vermutlich entstanden die Steine in Wirklichkeit zu ganz unterschiedlichen Zeiten und wurden als Grenzmarkierungen verwendet. Im Zuge einer Feldverlegung entstand das heute noch bestehende Steinkreuznest „Fünf Musikanten“. Im Jahr 1840 wurden neben den Steinen auch einige Knochenfunde gemacht, die wohl auf eine Richtstätte Hinweis geben.

#### Die Golderbsen
Ein Mann aus Falkenstein kehrte über den Zabelstein in das Dorf zurück. Am Wegesrand entdeckte er eine alte Frau mit einem Leinentuch. Darauf hatte sie Erbsen ausgelegt, die durch die Sonne gedörrt werden sollten. Der Mann sah, dass die Erbsen besonders groß waren und fragte die Frau, ob er sich einige als Samen mitnehmen könnte. Die Frau übergab ihm einige. Als der Mann aber daheim seiner Frau die Erbsen zeigen wollte, hatte er lauter Goldstücke in seiner Tasche.

#### Die drei Ritter
Ein Wagner aus Falkenstein fuhr mit seinem Gespann auf den Zabelstein, um hier oben Eichenstämme zu schlagen. Nahe der Ruine kamen ihm plötzlich drei gepanzerte Reiter entgegen, deren Rüstung ganz schwarz war. Alle drei blickten auf den Wagner herunter. Der Mann erschrak sehr und wurde nach seiner Heimkehr sehr krank. Nach wenigen Tagen starb er.